# 한글과컴퓨터
주식회사 한글과컴퓨터는 대한민국의 소프트웨어 개발 업체이다. 아래아한글 1.0을 시작으로 30년 간 PC를 비롯하여, 모바일, 웹, 클라우드 등 디바이스의 경계를 허무는 미래 오피스 환경에 대응하였으며, 새로운 IT환경에 유연하게 대응할 수 있는 구독형 오피스를 기반으로 다양한 서비스를 제공한다.

## 발자취
1989년 자국어 워드 프로세서인 한글 1.0 발표, 1990년 10월 9일 설립되었다. 2003년 프라임 그룹에 인수되었으며 2009년 삼보 컨소시엄으로 주인이 바뀌었으나 대표이사의 횡령이라는 악재 끝에 1년만에 다시 매물로 나왔고 결국 2010년 10월 소프트포럼에 의해 인수되었다. 2011년 들어 PC용 오피스인 '한컴오피스'에 더해 신사업 분야인 AI와 클라우드 기반 서비스 등에서 글로벌 성장에 집중하여 사상 최대의 실적을 거두는 꾸준한 경영실적을 보이고 있다.
아래아한글(HWP)을 포함한 한컴오피스는 마이크로소프트 오피스가 독점할 수 있는 시장에서 경쟁력 있는 소프트웨어로 살아남았으며, 마이크로소프트 오피스 수입을 대체하는 대안오피스로 자리매김 했다. HWP 문서포맷은 2009년 공개되었으며, MS-Word를 비롯하여, 네이버오피스 등 기타 오피스솔루션들에서 HWP파일 포맷을 지원하고 있다. 현재 한컴오피스 2010~2022년 버전은 hwpx 형식을 지원한다. 2014년 버전부터는 패치를 통해 hwpx를 기본 문서 확장자로 지정할 수 있다.

## 제품
- 한컴 오피스 - 사무용 프로그램 패키지
  - 한/글 - 워드프로세서 프로그램
  - 한셀 - 스프레드시트 프로그램
  - 한쇼 - 프레젠테이션 프로그램
  - 한워드 - 워드와 한/글의 장점을 모두 가진 워드프로세서
- 오피스 솔루션 - 웹한글 기안기, 한컴 통합문서뷰어, 한글 ActiveX Control, XML 공문서 변환필터
- 한컴타자 - 한글 타자 연습 프로그램
- 한컴 구름 - 개방형 OS 및 중앙 관리 솔루션
- 한컴싸인 - 전자 서명 솔루션
- 한컴독스 - 최신 한컴오피스를 활용할 수 있는 구독형 서비스

## 주요 클라이언트
- 정부부처 및 공공기관, 교육기관, 기업 등 약 23만여 개 고객사
- 미국, 영국, 유럽, 남미 등 전 세계 12여 개국 150여 개 고객사
- 2,000만 사용자

## 같이 보기
- 한컴 오피스
- 한/글
- 한컴라이프케어
- 한컴위드